# Myrmica religiosa
Myrmica religiosa is een mierensoort uit de onderfamilie van de Myrmicinae. De wetenschappelijke naam van de soort is voor het eerst geldig gepubliceerd in 2013 door Media:Three new species of Myrmica-2013-Journal of Asia Pacific Entomology.pdf|Bharti & Sharma.